# Pollux (montagne)
Pour les articles homonymes, voir Pollux.
Le Pollux (en italien Punta Polluce), culminant à 4 089 ou 4 091 m,, est un sommet des Alpes pennines situé à la frontière entre le canton du Valais et la région autonome de la Vallée d'Aoste. Avec son voisin immédiat le Castor (4 221 ou 4 225 m), il est également connu sous le nom de « Jumeaux ».

## Toponymie
Le nom fait référence à un des deux dioscures de la mythologie grecque, Pollux, fils de la déesse Léda.

## Géographie

### Situation
Les « Jumeaux », Castor et Pollux, sont encadrés par deux sommets imposants : le Breithorn et le Liskamm.
Le Pollux, à dominante glaciaire comme son grand voisin le Castor, présente un sommet conique et des faces délimitées par les arêtes sud-ouest, sud-est et nord. Le Pollux est séparé du castor par le col du Zwillingsjoch (ou passo di Vera) et du Breithorn par le col du Schwarztor. La paroi rocheuse de la Schalbetterflue et son arête nord le relie à son satellite le Kleiner Pollux (3 306 m).

### Géologie
Le côté italien du Pollux est presque exclusivement constitué de serpentinite, roche verdâtre solide, appartenant à la nappe Zermatt-Saas. La serpentinite est en contact tectonique avec des couches d'amphibolite appartenant à la nappe du Mont Rose.

## Premières ascensions
- 1er août 1864 : arête sud-ouest par le guide Peter Taugwalder (père), Jules Jacot et Jozef-Marie Perren.
- 18 août 1910 : arête nord par le guide Josef Pollinger, le capitaine John Percy Farrar et R. Wylie Lloyd.
- mars 1913 : descente à ski par Alfred von Martin et Karl Planck.

## Alpinisme
Le Pollux est accessible par le val d'Ayas côté italien et depuis Zermatt dans la vallée de Zermatt côté suisse. 
Le Pollux dispose de plusieurs itinéraires d'ascension de difficulté modérée :  
- arête sud-est (PD) ;
- arête sud-ouest (PD) à partir de la cabane des Ayas ;
- face ouest (PD) ;
- arête nord (AD-) ;
- traversée Castor et Pollux (PD+).

En dehors de l'accès par téléphérique, les points de départ traditionnels des différentes voies d'ascension sont les suivants :
- refuge Mezzalama à 3 036 m, propriété du Club alpin italien ;
- refuge des Guides d'Ayas à 3 420 m ;
- refuge du Mont Rose à 2 882 m ;
- bivouac Cesare Volante et Giorgio Rossi à proximité de la Roccia Nera.